# 狗筋蔓
狗筋蔓（学名：Cucubalus baccifer）是石竹科狗筋蔓属的植物。分布在朝鲜、日本、欧洲、哈萨克斯坦、俄罗斯、台湾岛以及中国大陆的新疆、福建、山西、安徽、江苏、甘肃、广西、河北、河南、宁夏、西南、陕西、湖北、浙江、辽宁等地，生长于海拔40米至4,000米的地区，常生于灌丛、林缘或草地。

## 别名
白牛膝（云南） 抽筋草（贵州） 筋骨草（四川）

## 异名

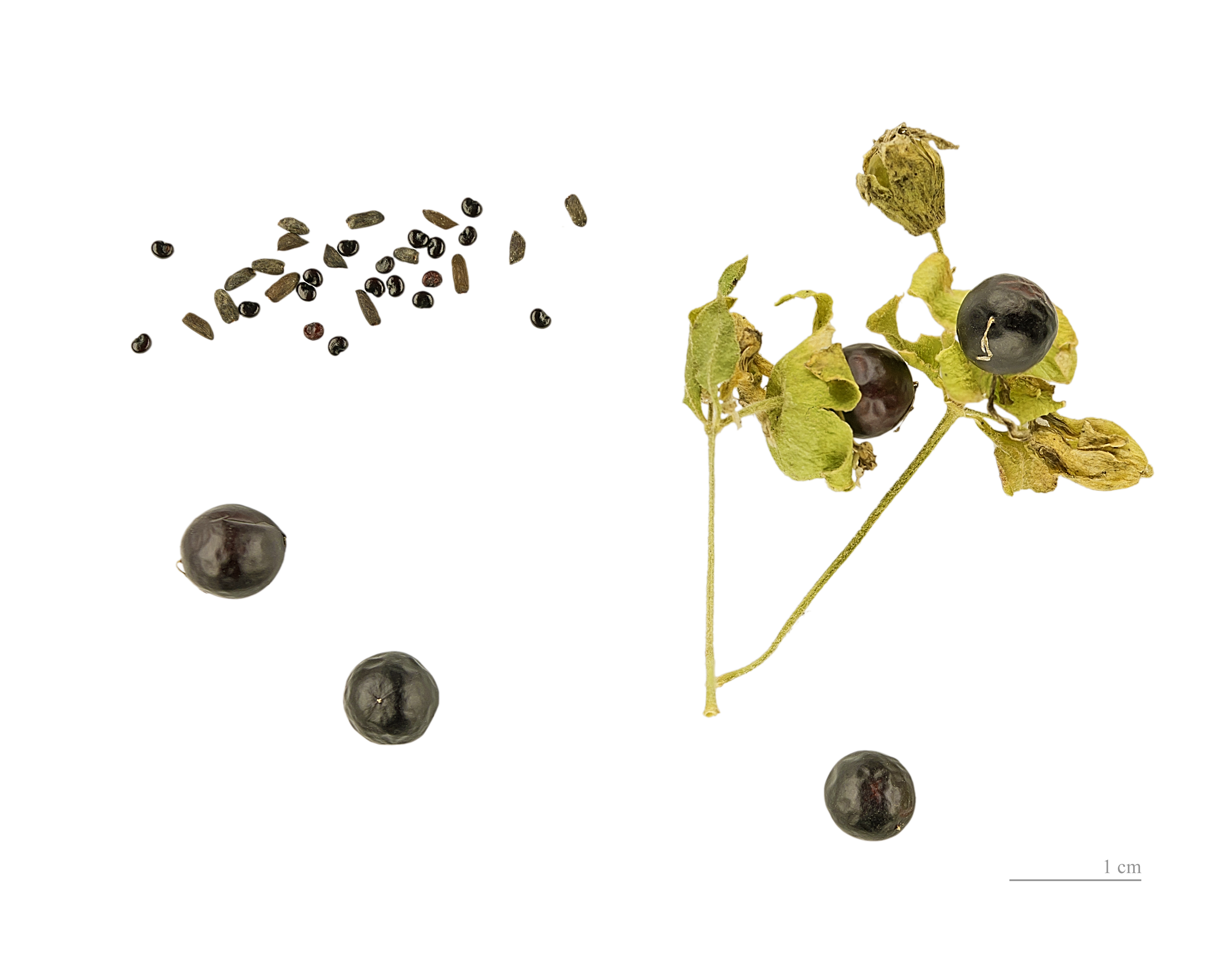
Cucubalus baccifer

- Cucubalus baccifer L. var. angustifolius L. H. Zhou
- Cucubalus baccifer L. var. japonicus Miq.

## 延伸阅读
[在维基数据编辑]
 《植物名實圖考·狗筋蔓》，出自吳其濬《植物名實圖考》